# Црква Светих апостола Петра и Павла у Расу
Петрова црква у Расу, код Новог Пазара (пуним називом: црква Светих апостола Петра и Павла), представља најстарији споменик црквене архитектуре на простору Србије и првобитно је седиште Рашке епископије. Црква се налази 2 km северно од центра Новог Пазара. Црква се налази у склопу насеља Дежевски пут, односно Постење.
Сама црква има основу ротонде са уписаним четворолистом и потиче из раног византијског доба, док фреске из њене унутрашњости потичу из 10, 12. и 13. века. На њеном месту се налазио ранохришћански објекат који је подигнут у 7. веку. Приликом истраживања унутрашњости цркве, на простору остатака илирског кнежевског тумула из 5. века п. н. е. нађена је колекција од 92 предмета у злату и ћилибару. Истраживачки и конзерваторски радови вршени су крајем 50-их и почетком 60-их година 20. века, археолошка ископавања од 1984. до 1986. године, а настављена су и последњих неколико година. После детаљних археолошких истраживања, црква је конзервирана 1960. године. Неки од најзначајнијих догађаја из периода владавине династије Немањића су везани за ову цркву.
По начину градње слична је црквама са простора Српског приморја, Грузије, Јерменије и Италије које потичу од 7. до 9. века, али је услед преправки и дограђивања постала јединствена, што је био један од разлога да се нађе на Унесковој листи Светске баштине од 1979. године у склопу споменика средњег века обједињених под заштићеном целином Стари Рас.

## Историја цркве

### Период пре 9. века
Историја цркве, када је реч о времену њене изградње, а касније и обнове није у потпуности извесна. Приликом археолошких ископавања која су на локалитету цркве спроведени 1956. године, на дубини од 2 метра пронађен је кнежевски тимулус из 5. века п. н. е. који је садржао вазе, сребрно посуђе, златан накит израђен техником филиграна и гранулације и велику количину стаклених и ћилибарских зрна која се данас налазе у Народном музеју у Београду. Мада није у потпуности прецизно, сматра се да се на месту данашње цркве смењивао пагански храм, ранохришћански храм и средњовековна црква. У унутрашњости цркве је пронађен јак темељни зид кружног облика, а у северозападном делу цркве пагански жртвених са очуваним натписом: „Славним боговима и богињама овог места — Марко Викторин Урцијан бенефициариј одужи се“. Постојање ових артефаката даје места нагађањима да је на месту цркве постојао старословенски пагански храм. Остаци пронађени на локалитету сведоче да је црква више пута разарана, а данашњи облик цркве највероватније води порекло из 6. века и представља израз ранохришћанске, односно византијске архитектуре.

### 10—14. век
Велика обнова цркве је извршена за време рашких жупана из периода пре Стефана Немање, али се прецизно време ове обнове не може утврдити. У другој хрисовуљи цара Василија II из 1020. године, издатој Охридској архиепископији, помиње се Рашка епископија која је обухватала читаву Србију, а седиште епископије је била Црква Св. Петра и Павла. Тешко је рећи да ли се обнова цркве може повезати са Чаславом Клонимировићем који је 927. године преузео власт над Расом. Током првих година владавине Немањића, Петрова црква у Расу је била место најзначајнијих догађаја. У Цркви Св. апостола Петра и Павла Стефан Немања је крштен по православном обреду. За време Немањине владавине богумилски покрет се брзо ширио и стицао присталице међу нароом и властелом. Важнија питања Немања је износио пред црквено'нарони сабор коме је присуствовало свештенство и властела. На једном од сабора, који је одржан у Петровој цркви, одлучено је да се осуди богумилска јерес и  искорени. У присуству властеле, на сабору код Петрове цркве дана 25. марта 1196. године, Немања је предао престо Стефану Првовенчаном, а на истом месту епископ рашки је замонашио Немању и његову жену Ану. Након стицања црквене самосталности 1219. године, први српски архиепископ постаје Сава Немањић са седиштем у манастиру Жича, а седиште Рашке епископије остаје у Петровој цркви. Међутим, подизањем велелепних црквених објеката у близини (Сопоћани, Ђурђеви ступови, Студеница...) Петрова црква полако губи значај који је имала. У каснијим годинама, у писаним изворима се веома ретко спомиње, а поуздано се зна да је 1455. године била у рангу митрополије.

### 15—20. век
Након турске најезде, 1455. године, црква није замрла, а она се помиње и у 16. веку и током целог 17. века у време великог трговачког успона оближњег Новог Пазара. Црква је страдала током 1690. године, а митрополит рашки, а касније патријарх српски Арсеније IV је обнавља 1728. године. Кроз читав 18. век црква је имала ранг митрополије, а након 1784. године Рашка епархија је припојена Призренској епархији. У трећој деценији 19. века црква је дограђивана и обнављана. Након тог периода, црква је од стране турске управе одузета и претворена у војни магацин. Након Првог балканског рата (1912) поново јој је враћена њена првобитна намена.

## Архитектура цркве

### Данашњи изглед цркве
Централни део цркве има облик крста — четворолиста који је уписан у кружни зид, формиран од четири дијагонално постављена пиластра са конхама исте величине на јужној, западној и северној страни, док је источна конха нешто развијенија и у њој је данас смештен олтарски простор. Црква има осмострану куполу са неједнаким странама.

### Рани изглед цркве
На локалитету цркве се налазе остаци из неколико периода градње што сведочи о обнови грађевине која је била разрушена. Откриће темеља троделног отвора према апсиди, једног стуба и делова другог који су припадали олтарском луку, указују на могући некадашњи облик централног простора. Стубови између конхи су, према претпоставци, носили кружну куполу. Према томе, највероватније је било речи о концепту централног кружног простора са ходником око њега (данас је делимично очуван).

### Обнова цркве у 10. веку
Централни кружни облик цркве није измењен ни током обнове у 10. веку. Том приликом је подигнуто данашње кубе и галерија која прстенасто обухвата кубе са свих страна, осим источне. Конструкција кубета изведена је изнад галерије помоћу тромпи. Спољне површине тамбура кубета оживљене су низом плитких ниша распоређених изнад прозора. Спољни зидови су као и у ранијој фази изграђени од камена. Унутрашњи зид галерије, сводови на галерији, луци, тамбур кубета и килота рађени су од сиге. Црква својом конструкцијом и облицима указује на сличност са прероманским споменицима у Приморју, али и са споменицима на ширем подручју (Италија, Јерменија, Грузија...).

### Обнова у периоду од 17. до 20. века
Црква је у догађајима 1690. године страдала, након чега је 1728. године њен западни део, у горњим партијама прерађен. У трећој деценији 19. века дозидана је јужна просторија која је делимично сазидана од надгробних плоча које су првобитно биле постављене у околини цркве. Након тога црква добија мање-више данашњи изглед. Током 50-их година 20. века спроведена су обимнија археолошка истраживања локалитета, након чега је црква конзервирана 1960. године.

## Живопис цркве

### Откриће живописа
До 1954. године све унутрашње површине цркве су биле покривене малтером. Радови из 1956. године су открили 114 m² фресака које хронолошки сведоче о живој ликовној активности, а утврђено је да црква има четири слоја живописа из различитих периода. Најмлађе и најочуваније фреске потичу из 13. века, док је време израде старијих слојева тешко утврдити. Најстарији слој фресака највероватније потиче из друге половине 9. века.

### Стари слојеви живописа
Тешко оштећени први слој живописа је очуван у тамбуру кубета (четири нејасне композиције на жутој позадини), испод доњег венца тамбура у североисточној тромпи (фигура Христа у љубичастој драперији) и на површинама кубичног постоља. Сличност са каролиншким сликарством вероватно указује на мајстора из Дукље или провинцијског сликара са Истока. Други слој фресака, такође оштећен, у темену апсидалне полукалоте приказује попрсје Богородице Оранте са Христом у медаљону на прсима. Испод Богородице су очувани фрагменти апостола са два арханђела који са северне и јужне стране стоје као небеска стража, испод којих је приказано поклоњење Христу — јагњету. На севером и јужном пиластру, крај олтара, насликани су Свети апостоли Петар и Павле. Други слој фресака највероватније потиче из првих деценија 10. века. Са северне стране иза олтарске апсиде је глава арханђела која је насликана преко старије фреске исте тематике. Глава арханђела Михајла са бистом пророка Арона у североисточној ниши представља типичан пример византијског сликарства. Овај трећи слој фресака своје порекло води из 12. века.

### Најмлађи слој живописа
Најмлађи слој живописа је најбоље очуван. У темену кубета је приказан Христос Пантократор, испод кога се налази четрнаест делимично очуваних фигура (четири арханђела и десет пророка). Виде се натписи арх. Михајла, пророка Данила и Илије и арх. Гаврила. Фигура до арх. Гаврила, са круном на глави вероватно представља Давида. На површинама изнад прозора били су приказани Велики празници (разазнају се Цвети и део крштења Христовог). Изнад североисточног пиластра је приказана фигура јеванђелисте Матеја, а изнад југоисточног пиластра је боље очувана фигура јеванђелисте Јована. На пиластрима и површинама уз њих је очувано неколико фигура (Христос, Св. Христофор, Св. Јефрем Сирина...), а у припрати је фигура Св. Николе и фрагмент композиције Успења Богородичиног. Фреске четвртог слоја воде порекло из 13. века и најсличније су фрескама цркве краља Драгутина у Ариљу из 1296. године. У време у коме је настало, ово фрескосликарство ипак није спадало у напреднију струју српског средњовековног живописа. Ипак, српска средњовековна уметност је своје почетке имала у Петровој цркви.

## Археологија
Приликом ископавања на локалитету Петрове цркве, случајно је 1956. године откривено познато благо које је у научној литератури познато као „новопазарски налаз“. Приликом тих ископавања је утврђено да је на месту цркве раније постојала хумка, а сам налаз је откривен испод цркве, приближно у центру простора на коме се раније налазила хумка, а која је приликом изградње цркве заравњена. Претпоставља се да је реч о једном гробу, при чему је уз покојника било сахрањено и све његово богатство.
Налаз садржи обиље скупоцених и разноврсних предмета. Међу нађеним предметима су и велике златне токе-фалере са гравираним орнаментима, златни украсни предмети, два златна појаса од искуцаног златног лима са богатом декорацијом, велики број перли од ћилибара које по начину представе фигуре и стилу показују сличност са делима грчке скулптуре из 7. и 6. века п. н. е. Осим тога нађене су и грчке вазе тзв. црнофигуралног стила. Нађени предмети су различити по свом пореклу. Златни појасеви су типична форма накита Илира, као и златне фалере. Новопазарски налаз несумњиво представља гробни инвентар неког високог представника локалне аристократије из 6. века п. н. е.

## Надгробни споменици
Црква је окружена православним гробљем, а ови надгробни споменици представљају најубедљивије сведочанство о животу и деловању људи у прошлости. Из периода 12. и 13. века потичу и споменици у облику ниског сандука са контуром људске главе на горњој површини који се налазе око Петрове цркве. На подручју цркве најпотпуније су репрезентовани мермерни споменици Студеничке школе. Већина ових споменика има облик крста, а известан број има облик трапеза и правоугаоника. На овим споменицима који потичу из периода од 16. до 19. века су представљене главе покојника, које су често комбиноване са геометријским или флоралним орнаментима. Најстарији ликови су дати у рељефу и рађени су као самостална представа. Орнаментални систем, на млађим споменицима, најчешће прати лик покојника, док се код најмлађих споменика претаче у стилизацију, која се трансформише у чисту орнаментику где се форме исцртавају цирклом.

## Занимљивости
Обновом звоника у првим годинама 21. века у цркви је у потпуности обновљено богослужење. Према легенди из 17. века, цркву је основао апостол Тит, ученик и следбеник апостола Павла.
Међу грађанима Новог Пазара посебно је позната баба Јованка, дугогодишња кућепазитељка цркве која је својевремено била седиште Рашке епархије. У новије време, поред улаза галерије је постављена спомен-плоча која сведочи о значају Петрове цркве у 12. веку.

## Галерија
- Петрова црква
- Петрова црква
- Галерија Петрове цркве
- Фреске у Петровој цркви
- Табла на улазу у цркву
- Спомен плоча
- Звоник Петрове цркве
- Свештеник Петрове Цркве — Бошко Клисарић
- Петрова црква
- Петрова црква
- Споменици 1
- Споменици 2
- Детаљи унутрашњости 1
- Детаљи унутрашњости 2
- Детаљи унутрашњости 3
- Детаљи унутрашњости 4
- Детаљи унутрашњости 5
- Детаљи унутрашњости 6
- Двориште цркве са споменицима 1
- Двориште цркве са споменицима 2
- Детаљи унутрашњости 7
- Детаљи унутрашњости 8
- Детаљи унутрашњости 9
- Детаљи унутрашњости 10
- Споменици испред цркве
- Детаљи унутрашњости 11